# Habranthus bahiensis
Habranthus bahiensis är en amaryllisväxtart som beskrevs av Pierfelice Ravenna. Habranthus bahiensis ingår i släktet Habranthus och familjen amaryllisväxter. Inga underarter finns listade i Catalogue of Life.